# Trùng Khánh sâm lâm
Trùng Khánh sâm lâm  (giản thể: 重庆森林; phồn thể: 重慶森林; bính âm: Chóngqìng Sēnlín; nghĩa đen 'Khu rừng Trùng Khánh', tiếng Anh: Chungking Express) là một bộ phim kinh điển của điện ảnh Hồng Kông do đạo diễn Vương Gia Vệ sản xuất năm 1994 với diễn xuất của dàn diễn viên ngôi sao của điện ảnh Hoa ngữ: Lương Triều Vỹ, Vương Phi, Lâm Thanh Hà, Kaneshiro Takeshi. Trùng Khánh sâm lâm  được đánh giá là một trong những tác phẩm hay nhất của điện ảnh châu Á mọi thời đại. Bộ phim đã giành giải Phim hay nhất tại Giải thưởng Điện ảnh Hồng Kông năm 1995, đồng thời đem về giải Đạo diễn xuất sắc nhất cho Vương Gia Vệ và giải Nam diễn viên chính xuất sắc nhất cho Lương Triều Vỹ. Bộ phim xếp thứ nhất trong danh sách Phim Hong Kong hay nhất thập niên 2000. Bộ phim còn xếp thứ 17 trong danh sách những phim điện ảnh xuất sắc nhất thế giới mọi thời đại do tạp chí Time của Mỹ bình chọn và một trong 3 bộ phim châu Á duy nhất lọt vào danh sách này.
Bộ phim là hai câu chuyện gần như riêng biệt về hai mối quan hệ tình cảm của hai viên cảnh sát Hồng Kông với hai phụ nữ, hai diễn viên của câu chuyện thứ nhất là Kaneshiro Takeshi và Lâm Thanh Hà, hai diễn viên của câu chuyện thứ hai là Lương Triều Vỹ và Vương Phi.
Tựa gốc của phim, Trùng Khánh sâm lâm  - Khu rừng Trùng Khánh là để ám chỉ các tòa nhà bê tông cao tầng san sát như rừng của thành phố, Trùng Khánh cũng là tên của một khu chung cư lớn, Trùng Khánh Đại Hạ, ở khu Tiêm Sa Chủy, Hồng Kông, đây là nơi diễn ra phần lớn các sự kiện trong câu chuyện đầu tiên của phim. Tựa tiếng Anh của phim, Chungking Express, là cách chơi chữ ghép tên tiếng Anh của hai địa danh chính của hai phần, Chungking Mansions (khu Trùng Khánh Đại Hạ) và Midnight Express (tên cửa hàng đồ ăn nhanh nơi cô gái do Vương Phi thủ vai làm việc). Báo chí Việt Nam đôi khi dịch nhầm tên phim từ tựa tiếng Anh thành Chuyến tàu Trùng Khánh.
Quentin Tarantino đã bảo rằng khi ông xem bộ phim này ông đã chỉ ngồi khóc. Ông khóc không chỉ vì câu chuyện phim đẹp, buồn và cảm động quá, mà ông khóc vì được xem một tác phẩm điện ảnh đúng nghĩa, một tác phẩm đẹp trong từng khuôn hình, một tác phẩm dành cho ai yêu điện ảnh đích thực.
Nhà phê bình nổi tiếng Roger Ebert đã nói rằng: "Bạn thích bộ phim này vì bạn biết về điện ảnh, chứ không phải vì bộ phim nói được về cuộc đời. Đúng vậy, bộ phim là một trải nghiệm thường tình của sự thất tình hay nỗi cô đơn, nhưng cái hay của họ Vương là đã lôi nó vào thành một tác phẩm nghệ thuật đẹp và lối cuốn, ấn tượng và đầy trải nghiệm về nghệ thuật thứ 7. Giống như nhiều phim khác sau này, mỗi khung hình của phim đều có thể dừng lại và tạo thành một hình ảnh đẹp để mô tả cho nỗi buồn chất chứa hay bố cục khiến người mê ảnh hài lòng.

## Cốt truyện
Trùng Khánh sâm lâm  có hai câu chuyện gần như riêng biệt, ngoại trừ việc các nhân vật của câu chuyện thứ hai có xuất hiện thoáng qua trong câu chuyện thứ nhất.

### Câu chuyện thứ nhất
Nhân vật nam chính của câu chuyện thứ nhất là viên cảnh sát số 223 Hà Chí Vũ (Kaneshiro Takeshi thủ vai). Bạn gái của Hà chia tay với anh vào đúng ngày Cá tháng Tư, còn sinh nhật của anh là đúng 1 tháng sau đó vào ngày 1 tháng 5, vì vậy Hà quyết định chờ bạn gái quay trở lại trong vòng một tháng. Mỗi ngày anh đều mua một lon dứa hộp có hạn sử dụng đến ngày 1 tháng 5. Đúng 1 tháng sau ngày chia tay, anh lấy toàn bộ số dứa hộp ra ăn và cố gắng đi tìm một mối quan hệ mới. Người anh gặp là một phụ nữ không tên luôn ẩn mình dưới bộ tóc giả màu vàng, cặp kính đen lớn và chiếc áo chống mưa (Lâm Thanh Hà thủ vai). Đây là một người buôn bán ma túy đang phải chạy trốn khỏi sự truy đuổi của giới xã hội đen sau một phi vụ làm ăn thất bại.

### Câu chuyện thứ hai
Nhân vật nam chính của câu chuyện thứ hai cũng là một cảnh sát, viên cảnh sát không tên số 663 (Lương Triều Vĩ thủ vai). Giống như Hà Chí Vũ, viên cảnh sát số 663 vừa bị bạn gái, một tiếp viên hàng không (Chu Gia Linh thủ vai), chia tay. Tại tiệm đồ ăn nhanh nơi anh hay đến uống cà phê, viên cảnh sát 663 gặp Phi (Vương Phi thủ vai), cô gái giúp việc mới, em họ của ông chủ. Có cảm tình với anh cảnh sát luôn có vẻ buồn buồn vì bị bạn gái chia tay, Phi bí mật đến nhà anh để dọn dẹp và lau rửa đồ đạc, quần áo. Cuối cùng viên cảnh sát cũng phát hiện ra việc làm của Phi và quyết định hẹn hò với cô lần đầu ở nhà hàng "California". Tuy nhiên cuối cùng Phi lại không đến, cô đã trở thành tiếp viên và để lại cho anh cảnh sát một tấm thẻ lên máy bay (boarding pass) giả đề hạn một năm sau đó. Sau một năm, Phi quay trở lại, cô gặp viên cảnh sát khi này đã mua lại quầy hàng.

## Nhân vật
- Lâm Thanh Hà - Người phụ nữ tóc vàng
- Kaneshiro Takeshi - Hà Chí Vũ, viên cảnh sát số 233
- Lương Triều Vỹ - Viên cảnh sát số 633
- Vương Phi - Phi
- Châu Gia Linh [en] - Bạn gái cũ của viên cảnh sát số 633

## Sản xuất
Đầu năm 1994 Vương Gia Vệ thực hiện bộ phim đắt giá nhất của ông, Đông Tà Tây Độc. Trong thời gian 2 tháng sau khi đóng máy và chờ biên tập phim, Vương bắt tay vào đạo diễn Trùng Khánh sâm lâm  theo kịch bản của chính ông. Sau này Vương có trả lời phỏng vấn: "Lúc đó tôi chẳng có gì làm, tôi quyết định làm Trùng Khánh sâm lâm  theo bản năng của mình... Sau khi đã thực hiện một bộ phim võ hiệp nặng ký như Đông Tà Tây Độc, tôi muốn làm một bộ phim đương đại nhẹ nhàng, nhưng với những nhân vật có cùng các vấn đề của bộ phim kia".
Ngay từ đầu Vương đã dự định quay hai câu chuyện trên hai bối cảnh tương phản, một ở Hồng Kông, một ở Cửu Long, một xảy ra ban ngày, một xảy ra buổi tối, và mặc dù bối cảnh tương phản nhưng đó "đều cùng là một câu chuyện". Điểm đặc biệt của Trùng Khánh sâm lâm  là khi bắt tay vào quay Vương Gia Vệ vẫn chưa hoàn thành toàn bộ kịch bản cho bộ phim, ông viết kịch bản đến đâu thì quay đến đó. Ban đầu ông còn định viết ba câu chuyện nhưng sau khi thấy như vậy bộ phim sẽ quá dài, Vương đã chuyển câu chuyện thứ ba thành một bộ phim riêng, Đọa Lạc Thiên Sứ. Bộ phim này được Vương thực hiện năm 1995, Takeshi Kaneshiro cũng tham gia tác phẩm này.

## Giải thưởng
- Giải Kim Mã 1994:
  - Giải Nam diễn viên chính xuất sắc nhất - Lương Triều Vỹ
- Giải thưởng Điện ảnh Hồng Kông 1995:
  - Giải Phim hay nhất
  - Giải Đạo diễn xuất sắc nhất - Vương Gia Vệ
  - Giải Nam diễn viên chính xuất sắc nhất - Lương Triều Vỹ
  - Giải Biên tập phim xuất sắc nhất